# Lambda Pyxidis
Lambda Pyxidis (62 Pyxidis) é uma estrela na direção da constelação de Pyxis. Possui uma ascensão reta de 09h 23m 12.34s e uma declinação de −28° 50′ 02.1″. Sua magnitude aparente é igual a 4.71. Considerando sua distância de 182 anos-luz em relação à Terra, sua magnitude absoluta é igual a 0.98. Pertence à classe espectral G8III.